# Irbis-E

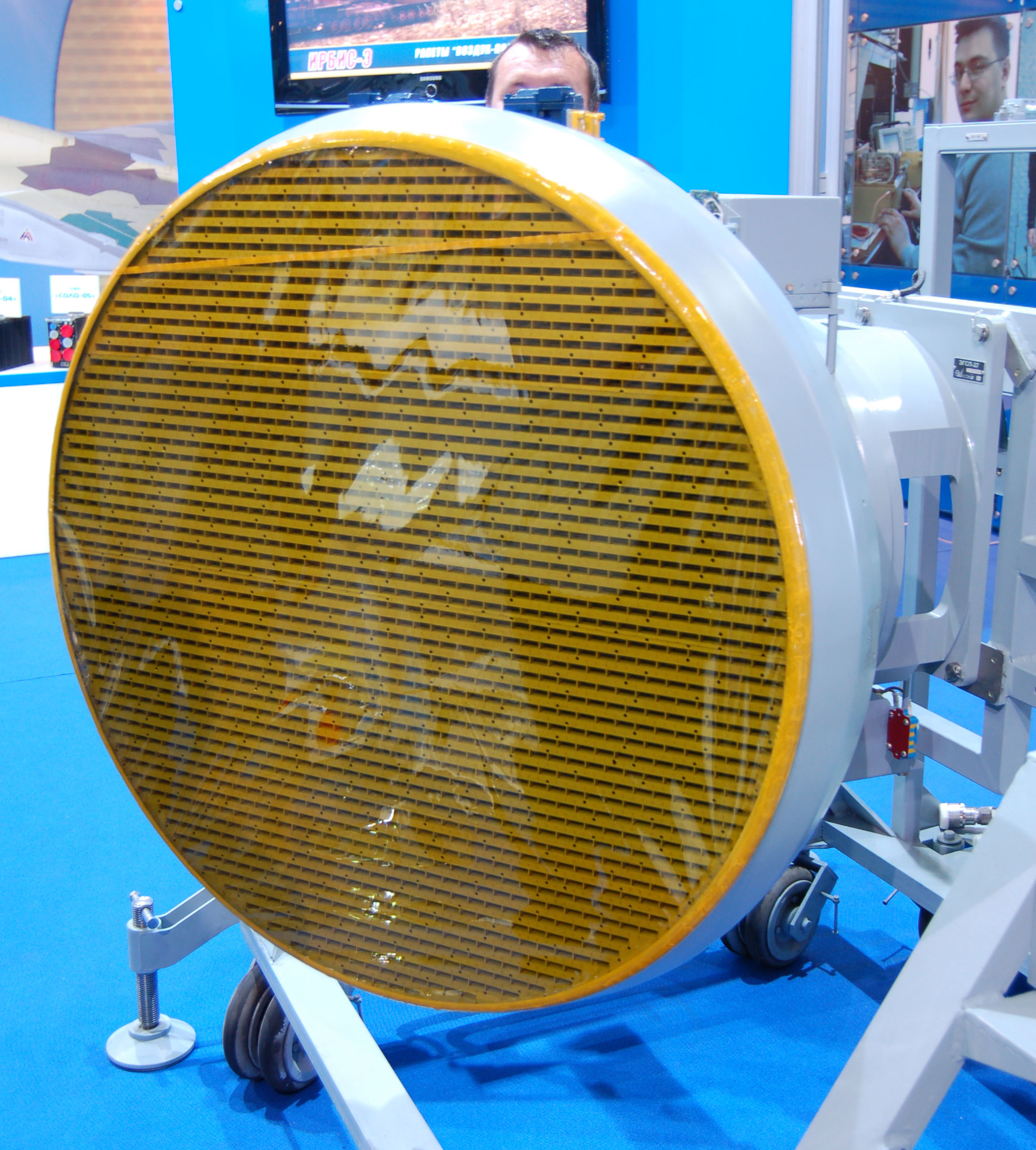
De N-035 Irbis-E is een passief gescande antenne-array, die hydraulisch beweegt.

N-035 Irbis-E (Russisch: Н035 Ирбис, «Sneeuwpanter») is een Russische multimode, hybride passieve elektronisch gescande array radar voor het Soechoj Soe-35 gevechtsvliegtuig van de Russische luchtmacht.

## Ontwikkeling
In 2004 begon Tichomirov Scientific Research Institute of Instrument Design NIIP het ontwerp van de Irbis-E als opvolger van de N011M Bars radar op de Soechoj Soe-30MKI.
Een prototype vloog in 2005.
Begin 2007 werd hij getest op de Soechoj Soe-30M2.
Intussen is de Irbis-E in dienst op de Soechoj Soe-35.

## Technische eigenschappen
Hij gebruikt ground mapping, Doppler beam sharpening en synthetischeapertuurradar. 
Hij kan beter omgaan met clutter dan zijn voorganger N011M Bars.
Irbis kan bovendien beter stealth vliegtuigen detecteren.
Het is een multifunctionele X-band 7 – 11,2 GHz multi-rol radar met een passieve antenne-array met een hydraulische beweging van +/- 60° in azimut en +/- 120° elevatie. 
Het ruisgetal ligt op 3,5 dB.
De ontvanger heeft vier in plaats van drie kanalen.
De EGSP-27 zender heeft twee Tsjelnok lopende-golfbuizen van elk 10 kW piekvermogen in plaats van een enkele Tsjelnok lopende-golfbuis van 7 kW piekvermogen.
Het gemiddeld vermogen bedraagt 5 kW, waarvan 2 kW continu voor aanstralen.
NIIP zegt dat de bandbreedte dubbel zo groot is als bij de N011M Bars met betere frequentiebepaling en betere bestendigheid tegen ECCM.
Irbis-E heeft de Solo-35.01 digitale signaalprocessor hardware en de Solo-35.02 dataprocessor, maar behoudt de ontvanger hardware, de master oscillator en de versterker van de N011M Bars.

## Prestaties
De radar werkt in lucht-luchtmodus, lucht-landmodus of lucht-zeemodus.
In lucht-luchtmodus kan Irbis-E tegelijk 30 doelwitten in de lucht detecteren en volgen en 8 aanvallen.
In lucht-grondmodus kan Irbis-E 4 doelwitten aanvallen met geleide wapens en tegelijk de horizon afspeuren naar bedreigingen in de lucht om die te bestrijden met semi-actieve radargeleide lucht-luchtraketten.
Hij kan een doelwit met radardoorsnede (RCS) 3 m2 detecteren op 350 km afstand bij vernauwd gezichtsveld en anders 200 km.
In track while scan mode kan de radar twee doelwitten aanstralen voor raketten met semi-actieve radar.

## Gebruikers
- Rusland 166 in dienst[6]
- China 24 in dienst
- Iran 24 besteld